# Valley Hi
Valley Hi és una població dels Estats Units a l'estat d'Ohio. Segons el cens del 2000 tenia 244 habitants.

## Demografia
Segons el cens del 2000, Valley Hi tenia 244 habitants, 97 habitatges, i 65 famílies. La densitat de població era de 142,7 habitants per km².
Dels 97 habitatges en un 39,2% hi vivien nens de menys de 18 anys, en un 50,5% hi vivien parelles casades, en un 10,3% dones solteres, i en un 32% no eren unitats familiars. En el 23,7% dels habitatges hi vivien persones soles el 2,1% de les quals corresponia a persones de 65 anys o més que vivien soles. El nombre mitjà de persones vivint en cada habitatge era de 2,52 i el nombre mitjà de persones que vivien en cada família era de 2,98.
Per edats la població es repartia de la següent manera: un 28,3% tenia menys de 18 anys, un 11,9% entre 18 i 24, un 37,3% entre 25 i 44, un 16,4% de 45 a 60 i un 6,1% 65 anys o més.
L'edat mediana era de 30 anys. Per cada 100 dones de 18 o més anys hi havia 118,8 homes.
La renda mediana per habitatge era de 43.125 $ i la renda mediana per família de 46.364 $. Els homes tenien una renda mediana de 32.350 $ mentre que les dones 26.250 $. La renda per capita de la població era de 17.077 $. Aproximadament el 3,7% de les famílies i el 4,7% de la població estaven per davall del llindar de pobresa.

## Poblacions més properes
El següent diagrama mostra les poblacions més properes.